# Кичево (Ниш)
Кичево је градска четврт Ниша, у Нишавском управном округу. Административно припада Градској општини Медијана. Налази се западно од Трга краља Александра. Главна улица у насељу је Јована Ристића.

## Саобраћај
До насеља се може доћи градским аутобуским линијама Миново насеље—Нишка Бања (линија бр. 1), Железничка станица—Сомборска (линија бр. 5), Железничка станица—Дуваниште (линија бр. 6), Девети мај—Ћеле кула (линија бр. 10), кружном линијом Аеродром—Аутобуска станица—Железничка станица (линија бр. 34) и Трг краља Александра Ујединитеља—Мрамор (линија бр. 36).